# Darko Ogrin
Darko Ogrin, slovenski geograf in pedagog, * 16. junij 1960, Koper.
Predava na Oddelku za geografijo Filozofske fakultete Univerze v Ljubljani.